# День, коли померла музика
43°13′12″ пн. ш. 93°23′00″ зх. д. / 43.22° пн. ш. 93.383333333333° зх. д.
«День, коли померла музика» (англ. The Day the Music Died) — назва авіаційної катастрофи, яка сталася у вівторок, 3 лютого 1959 року, в Айові поблизу Клір-Лейка. У катастрофі загинули три американських рок-музиканти: Бадді Холлі, Річі Валенс і Біг Боппер, а також пілот Роджер Пітерсон. Пізніше співак Дон Маклін назвав цю трагедію «Днем, коли померла музика», написавши про неї пісню «American Pie».
Після закінчення контракту з групою The Crickets Холлі зібрав новий музичний колектив з Уейлона Дженнінгза, Томмі Оллсапа і Карла Банча з метою провести турне «Winter Dance Party». Гастрольний склад також передбачав участь музикантів-початківців — Річі Валенса і Біга Боппера, які виступали «на розігріві» і просували власні записи. За задумом Холлі вони повинні були відвідати 24 міста протягом трьох тижнів.
Великі відстані між містами, погода і погані умови проживання в гастрольному автобусі негативно позначилися на стані музикантів. Кілька людей захворіли на грип, а Банч був госпіталізований через обмороження. Розсерджений побутовими умовами, Холлі вирішив зарезервувати чартерний літак, коли вони відіграли черговий концерт в концертному залі Surf Ballroom в Клір-Лейк, щоб швидше досягти наступного місця в гастрольному графіку — міста Мурхед в Міннесоті. Власник Surf Ballroom Керролл Андерсон замовив для них чартер у фірмі Dwyer Flying Service. Разом з Холлі полетів Річардсон, який був дуже слабкий через грип і зайняв місце Уейлона Дженнінгза, а також Річі Валенс, який виграв свій квиток у Томмі Оллсапа в орлянку. Діон Дімуччі вирішив не летіти з ними, тому що його відштовхнула ціна квитка в 36 доларів (еквівалент 291 долара у 2015 році).
Розслідування авіакатастрофи виявило, що незабаром після зльоту поєднання поганих погодних умов і помилки пілота викликало просторову дезорієнтацію, через яку пілот втратив контроль над літаком. Хьюберт Дуайєр, власник чартерної компанії, не зміг встановити радіозв'язок з бортом і оголосив літак зниклим безвісти. На наступний ранок він вилетів на пошуки і виявив місце катастрофи менш ніж за шість миль (9,7 км) на північний захід від аеропорту в кукурудзяному полі. Дуайєр повідомив владу, до місця аварії виїхав заступник шерифа Білл МакГілл, який виявив тіла пасажирів і пілота. Пізніше вони були ідентифіковані Керроллом Андерсоном.

## Події перед аварією
Турне «The Winter Dance Party» було заплановане для проведення виступів у 24 містах Середнього Заходу США протягом трьох тижнів. Крім Бадді Холлі, в турне повинні були брати участь музиканти його групи: Уейлон Дженнінгз (бас), Томмі Оллсап (гітара) і Карл Банч (ударні), а також виконавці, які почали набирали популярність — Річі Валенс, Джайс Перрі «Біг Боппер» Річардсон і Діон Дімуччі, щоб рекламувати власні записи і заробити грошей.
Тур стартував у місті Мілвокі 23 січня 1959 року. Основною проблемою гастрольного графіку була кількість поїздок, так як під час планування турне відстань між містами не була визначальним фактором. Також виникли складнощі з транспортом: автобус, який використовували для перевезення музикантів, був погано підготовлений, його система опалення зламалася незабаром після початку туру. Барабанщик Холлі — Карл Банч — отримав серйозне обмороження ноги через низьку температуру всередині автобуса, його госпіталізували. Поки він одужував, Бадді Холлі і Річі Валенс по черзі грали на ударній установці. Музиканти замінили зламаний автобус шкільним і продовжили подорож.
Концерт в Клір-Лейк спочатку не планували, але промоутери, сподіваючись заповнити вільну дату в графіку, подзвонили Керролу Андерсону, який був менеджером танцзалу Surf Ballroom і запропонували йому організувати шоу. Він погодився, і дату концерту узгодили до кінця понеділка, 2 лютого.
Про політ домовилися з Роджером Пітерсоном — 21-річним місцевим пілотом, який працював у фірмі Dwyer Flying Service з Мейсон-Сіті. Одне посадочне місце обійшлося музикантам в 36 доларів, летіти повинні були на одномоторному Beechcraft Bonanza B35, реєстраційний номер «N3794N». Крім пілота, літак міг вмістити трьох пасажирів. Місцем призначення було місто Фарго в Північній Дакоті.

## Розслідування
Експерти УГА дійшли висновку, що аварія була викликана поєднанням несприятливих погодних умов і помилки пілота. Пітерсон не мав допуску до польотів за приладами без візуальних орієнтирів. Крім того, в остаточній доповіді Ради з цивільної авіації зазначалося, що Пітерсон проходив підготовку на літаках з авіагоризонтом типу «вид з землі на повітряне судно», і не мав досвіду роботи з більш сучасним гіроскопічним приладом компанії «Сперрі», яким був обладнаний Beechcraft Bonanza — типу «вид з повітряного судна на землю». Ці два прилади показують положення, в якому знаходиться літак щодо землі, протилежним чином. З чого комісія зробила висновок, що Пітерсон, швидше за все думав, що він набирає висоту, хоча насправді літак знижувався. Також, розслідування виявило, що Пітерсон не отримав відповідних попереджень про погодні умови маршруту, які, з огляду на обмеження його кваліфікації, можливо, спонукали б його відкласти політ.

## Розслідування 2007 року
У 2007 році син Річардсона наполіг на розтині тіла свого батька, аби перевірити висновки експертизи. Почасти це було зроблено через теорію, що з'явилася після того, як біля місця аварії був знайдений пістолет Бадді Холлі: чи не став випадковий постріл зброї причиною аварії літака. Висувалися також припущення, що Річардсон був живий ще деякий час після аварії, і відповз від літака, оскільки його тіло було знайдено далі інших. Вільям М. Бесс провів процедуру і підтвердив попередню доповідь. Добре збережене тіло Річардсона містило «численні переломи», підтверджуючи, що він теж помер від удару об землю.

## Спадщина
Вагітна дружина Холлі, Марія Елена дізналася про смерть свого чоловіка по телевізору. На наступний день у неї стався викидень, лікарі обґрунтували це психологічною травмою. Мати Холлі, дізнавшись про трагічну новину по радіо, знепритомніла. Через викидень дружини Холлі протягом декількох місяців в країні діяв мораторій на оприлюднення імен жертв в ЗМІ, до тих пір, поки не будуть проінформовані сім'ї загиблих. Марія Елена не була присутня на похоронах чоловіка і ніколи не відвідувала місця поховання. Пізніше вона сказала в інтерв'ю Avalanche-Journal: «У певному сенсі я звинувачую себе. Мені було погано, коли він поїхав: я була на другому тижні вагітності, і хотіла, щоб Бадді залишився зі мною, але він запланував це турне. Це був єдиний раз, коли ми були порізно. І я звинувачую себе, тому що знаю — якби я була з ним, Бадді б ніколи не сів в цей літак».
Уейлор Дженнінгз і Томмі Оллсап продовжили турне і виступали протягом двох тижнів, Дженнінгз був в ролі провідного вокаліста. Тим часом похорони Холлі пройшли 7 лютого 1959, в баптистській церкві техаського міста Лаббок (де в той час проживала його мати).
Першою піснею, яку присвятили музикантам, була «Three Stars» Едді Кокрана. У 1971 році інцидент став темою пісні Дона Макліна «American Pie». Завдяки композиції, за авіакатастрофою закріпилася назва — «День, коли померла музика». Для Макліна цей день символізує «втрату невинності» раннього покоління рок-н-ролу. Також події авіакатастрофи висвітлювалися в біографічному фільмі 1978 року — «Історія Бадді Холлі» та в кінострічці, присвяченій життю Річі Валенса — La Bamba, 1987 року.